# The Lost Tape
The Lost Tape — мікстейп американського репера 50 Cent, виданий для безплатного завантаження 22 травня 2012 р. Гост: DJ Drama. Реліз є першим мікстейпом виконавця із серії Gangsta Grillz. Зведення: Кай Міллер. Мастеринг: Марк Крістенсен на Engine Room Audio, Нью-Йорк. 
Інтро на «Murder One»: Eminem. Наразі реліз має двічі платиновий статус на DatPiff (за критеріями сайту), його завантажили понад 644 тис. разів.

## Відеокліпи
Перше відео зняли на «Riot (Remix)», воно містить кадри з кліпу оригіналу у виконанні 2 Chainz та новий матеріал з 50 Cent. 25 травня відбулась прем'єра «Murder One» (початкова назва «Shady Murder»), 5 червня — «Get Busy», 8 червня — «All His Love», 11 червня — «O.J.», 19 червня — «Double Up», 25 червня — «Complicated» (перероблена версія «Street King Energy Track #8»), 2 липня — «I Ain't Gonna Lie», 11 вересня 2013 — «Can't Help Myself (I'm Hood)».

## Список пісень
| #   | Назва                                                 | Продюсер(и)       | Тривалість |
| --- | ----------------------------------------------------- | ----------------- | ---------- |
| 1.  | «Get Busy» (з участю Kidd Kidd)                       | 45 Music          | 2:36       |
| 2.  | «Double Up» (з участю Hayes)                          | Tone Mason        | 2:39       |
| 3.  | «Murder One»                                          | AraabMuzik        | 2:55       |
| 4.  | «Riot (Remix)» (2 Chainz з участю 50 Cent)            | DJ Spinz          | 2:45       |
| 5.  | «O.J.» (з участю Kidd Kidd)                           | Mike WiLL Made It | 3:48       |
| 6.  | «I Ain't Gonna Lie» (з участю Robbie Nova)            | G Sparkz          | 4:02       |
| 7.  | «Complicated»                                         | Chris n Teeb      | 2:20       |
| 8.  | «You a Killer? Cool»                                  | 8track            | 2:26       |
| 9.  | «Remain Calm» (з участю Snoop Dogg та Precious Paris) | Kon Hathaway      | 3:27       |
| 10. | «Can't Help Myself»                                   | Slimm Gemm        | 2:55       |
| 11. | «When I Pop the Trunk» (з участю Kidd Kidd)           | Illmind           | 2:25       |
| 12. | «Planet 50» (з участю Jeremih)                        | Swiff D           | 2:55       |
| 13. | «Swag Level»                                          | Dready            | 3:23       |
| 14. | «Lay Down (Smoked)» (з участю Ned the Wino)           | Jake One          | 2:45       |
| 15. | «All His Love»                                        | Illmind           | 3:16       |